# Магистр делового администрирования
Маги́стр делово́го администри́рования (также — мастер делового администрирования, МДА; магистр бизнес-администрирования, МБА; от англ. master of business administration, MBA (Эм-Би-Эй); магистр экономического управления) — квалификационная степень магистра в менеджменте (управлении).
Квалификация MBA подразумевает способность выполнять работу руководителя среднего и высшего звена. Период обучения в зависимости от начальной подготовки и конкретной программы занимает от двух до пяти лет.
Технология обучения основана на методе case study.
Первые прототипы современных программ MBA появились в США в конце XIX века — когда фирмам потребовались специалисты, владеющие научным подходом к управлению. В середине XX века первые программы MBA появились и в Европе. В настоящий момент во всём мире успешно действуют учебные организации, присваивающие своим выпускникам эту степень.
Несмотря на широкое распространение, до сих пор не существует единого стандарта квалификации MBA. Это приводит к сложностям при оценке и сравнении качества различных программ подготовки.

## Программы
Единой и общепринятой систематизации программ не существует (так же как отсутствует единый стандарт МВА). Однако можно выделить наиболее распространённые:
- Executive MBA (EMBA) — программы, ориентированные на руководителей высшего звена, содержательно опирающиеся на значительный опыт работы учащихся;
- Full time MBA — традиционные программы в формате «очного» обучения, рассчитанные на обучение «с отрывом от производства»;
- Part time MBA — программы, проводимые «очно», но при этом подразумевающие, что учащийся отдаёт обучению не всё своё время (как правило, из-за необходимости совмещать обучение с работой). Наиболее распространены варианты вечернего и модульного построения таких программ;
- Distance-learning MBA — программы, при которых для достижения ещё большей гибкости учебного процесса используются методы дистанционного обучения;
- MBA Start — дистанционная программа обучения по стандартам MBA General;
- Mini MBA — программы обучения самым актуальным вопросам организации и управления бизнесом, дистанционная программа профессиональной переподготовки;
- Отраслевой MBA — серия практико-ориентированных программ.

Также существуют программы BBA (бакалавр делового администрирования), предшествующие курсу MBA и являющейся программой бакалавриата в том же направлении.

## Бизнес-школы
Учебные заведения, которые предоставляют степень МВА, называются бизнес-школы. Зачастую они создаются при университетах. Так, например, Гарвардская школа бизнеса создана при Гарвардском университете, а Стэнфордская высшая школа бизнеса — при Стэнфордском. При всём многообразии бизнес-школ есть наиболее известные из них, которые входят в рейтинги лучших мировых бизнес-школ (англ. top business schools). Ежегодные рейтинги лучших бизнес-школ проводят и публикуют три известных мировых издания (см. ссылки в сносках):
- Financial Times[3],
- US News[4],
- Business Week[5].

Рейтинги и обзоры российских бизнес-школ:
- Народный рейтинг российских бизнес-школ MBA.SU[6][7][8].
- Рейтинг бизнес школ MBAtoday.ru[9].
- Рынок MBA и бизнес-образования России 2019 (подготовлено аналитическим агентством «РБК Исследования рынков»)[10].

## В странахСНГ
В 1994—2004 годах в России в ряде вузов проходил эксперимент Министерства образования РФ по подготовке менеджеров высшей квалификации по программам «мастер делового администрирования». С 2004 года вузы могут проводить лицензирование обучения по данным программам, как программам дополнительного образования. Слово мастер вместо традиционного магистр в названии программы использовано для отличия от программ подготовки магистров как программ высшего профессионального образования.
Некоторые вузы в России имеют партнёрские соглашения о взаимном сотрудничестве в области предоставления «dual diploma» и «dual degree» MBA — когда наряду с обучением учебному курсу по российской методике, в частности, по специальности «менеджмент», студентам предоставляется возможность получать знания, а в последующем — диплом иностранного университета.
В таком случае в значительной степени снимается проблема признания степени MBA при желании выпускника дальнейшего трудоустройства за рубежом.
После России MBA получило своё распространение на Украине и других странах СНГ.

## Нормативные акты РФ
До 2013 года программы МВА в Российской Федерации регламентировались приказом Министерства образования и науки РФ от 8 февраля 2008 г. N 40 "О государственных требованиях к минимуму содержания и уровню требований к специалистам для получения дополнительной квалификации «Мастер делового администрирования — Master of business administration (MBA)». (В связи с принятием Федерального закона от 29 декабря 2012 г. N 273-ФЗ «Об образовании в Российской Федерации», приказом Минобрнауки России от 9 октября 2013 г. № 1129 приказ от 8 февраля 2008 г. № 40 был признан утратившим юридическую силу).
До 1 марта 2008 года в Российской Федерации действовали Государственные требования к минимуму содержания и уровню требований к специалистам для получения дополнительной квалификации «Мастер делового администрирования — Master of Business Administration (MBA)», утвержденные приказом Минобразования России от 25 августа 2003 года N 3381.